# مستشفى الكلية الجامعية
مستشفى الكلية الجامعية (اختصارًا UCLH) هو مستشفىٌ تعليمي يقعُ في لندن بإنجلترا، ويرتبط ارتباطًا وثيقًا مع كلية لندن الجامعية (UCL).